# 일정실업
일정실업(영어: Iljeong Industrial Co., Ltd.)는 대한민국의 자동차 시트용 원단 제조‧판매 기업이다. 자동차용 SEAT원단의 제조 및 판매한다

## 논란
'감사범위 제한으로 인한 한정을 받아 코스피 시장 내 기존 관리종목으로 지정되어 상장폐지 위기에 몰렸다가 2024년 4월 감사의견 적정을 받으면 관리종목 지정 해제됐다.

## 같이 보기
- 한서실업
- 코오롱글로텍

## 참고문헌
1. ↑  한원석, 일정실업, 자동차 업황 호조 기대감에 강세, CBN저널, 2024-04-09
2. ↑  김미영, '품절주' 일정실업, 상한가 도달 후 폭락에 '무슨일?', 금강일보, 2020-10-22
3. ↑  김형식, 일정실업…2회 연속 '감사범위 제한 한정' 받아 상장폐지 사유 발생, 라이센스뉴스, 2023년 3월 22일
4. ↑  '상폐되면 어쩌나'…코스피 13곳·코스닥 42곳 퇴출 위기, 한국경제, 2024년 4월 9일